# Kobayashi (miasto)
Kobayashi (jap. 小林市 Kobayashi-shi) –  miasto w prefekturze Miyazaki, w Japonii, na wyspie Kiusiu.

## Położenie
Miasto leży w zachodniej części prefektury, nad rzeką Iwase. Najwyżej położonym miejscem jest szczyt Karakuni (1 700 m n.p.m.) Kobayashi graniczy z miastami:
- Ebino oraz miasteczkami: Aya, Nojiri, Takaharu,
- w prefekturze Kumamoto
  - miasteczkami: Asagiri i Taragi,
- w prefekturze Kagoshima:
  - Kirishima.

## Historia
- Kobayashi otrzymało status miasta 1 kwietnia 1950 roku.
- 20 lutego 2006 roku przyłączono wieś Suki, podwajając prawie powierzchnię miasta Kobayashi.